# Березниківська сільська рада (Свалявський район)
Березникі́вська сільська рада — орган місцевого самоврядування у Свалявському районі Закарпатської області з адміністративним центром у с. Березники.
Рада утворена в 1988 році Указом Президії Верховної Ради Української РСР «Про укрупнення сільських рад депутатів трудящих по Закарпатській області».

## Адреса ради
89335, Закарпатська обл., Свалявський р-н, с. Березники, 213

## Населені пункти
Сільській раді підпорядковані населені пункти:
- с. Березники

Чисельність населення — 3194; кількість дворогосподарств — 777.
Площа ради: 11731,0 га: с. Березники — 374,2 га., за межами пунктів — 11356,8 га.

## Склад ради
Рада складається з 20 депутатів та голови.

## Керівний склад сільської ради
| ПІБ                         | Основні відомості                                                         | Дата обрання | Дата звільнення |
| --------------------------- | ------------------------------------------------------------------------- | ------------ | --------------- |
| Ковбень Володимир Дмитрович | Сільський голова, 1963 року народження, освіта                            | 26.03.2006   | 31.10.2010      |
| Дукай Іван Володимирович    | Сільський голова, 1965 року народження, освіта вища, член народної партії | 31.10.2010   |                 |

Примітка: таблиця складена за даними джерела

## Географія
На території ради бере початок річка Боржава (3 км). Село розташоване у північно-західній частині району. Межує із Керецьківською сільською радою.
Відстань від с. Березники до районного центру автошляхом 30 км.

## Населення
Згідно з переписом УРСР 1989 року чисельність наявного населення сільської ради становила 3183 особи, з яких 1487 чоловіків та 1696 жінок.
За переписом населення України 2001 року в сільській раді мешкали 3173 особи.

### Мова
Розподіл населення за рідною мовою за даними перепису 2001 року:
| Мова       | Відсоток |
| ---------- | -------- |
| українська | 97,08 %  |
| російська  | 0,95 %   |
| угорська   | 0,07 %   |
| білоруська | 0,03 %   |
| молдовська | 0,03 %   |
| інші       | 1,84 %   |